# 長鬚扁鯰
長鬚扁鯰，為輻鰭魚綱鯰形目長鬚鯰科的其中一種，分布於南美洲馬拉開波湖流域，棲息在河川底層水域，體長可達70公分，屬肉食性，以魚類為食，生活習性不明。